# الكوافير: القصة التالية
الكوافير: القصة التالية هو فيلم كوميدي تم إنتاجه في الولايات المتحدة صدر في سنة 2016. الفيلم من إخراج مالكولم دي. لي وكتابة كينيا باريس. من بطولة آيس كيوب وسيدريك ذا انترتينر وريجينا هول وأنتوني أندرسن وتايجا ونيكي ميناج.

## القصة
تدور أحداث القصة بعد مرور عشر سنوات من افتتاح كوافير (كالفن)، يستمر العمل في الكوافير من خلال كالفن وطاقمه المعتاد، ولكن مع مرور السنوات تتغير الأمور ولا يقتصر العمل على الرجال فقط إنما يتحول الكوافير لكوافير مختلط يمتلأ بالذكور والإناث.

## وصلات خارجية
- الكوافير: القصة التالية على موقع IMDb (الإنجليزية)
- الكوافير: القصة التالية على موقع روتن توميتوز (الإنجليزية)
- الكوافير: القصة التالية على موقع قاعدة بيانات الأفلام العربية
- الكوافير: القصة التالية على موقع ألو سيني (الفرنسية)
- الكوافير: القصة التالية على موقع Turner Classic Movies (الإنجليزية)
- الكوافير: القصة التالية على موقع أول موفي (الإنجليزية)
- الكوافير: القصة التالية على موقع بوكس أوفيس موجو (الإنجليزية)
- الكوافير: القصة التالية على موقع فيلمافينيتي (الإسبانية)
- الكوافير: القصة التالية على موقع قاعدة بيانات الفيلم (الإنجليزية)
- الكوافير: القصة التالية على موقع ليتربوكسد (الإنجليزية)